# Уткубамба (провинция)
Провинция Уткуба́мба (исп. Provincia de Utcubamba) — это одна из семи провинций, образующих департамент Амасонас на северо-востоке Перу. 
На севере граничит с провинциями Ба́гуа и Кондорканки, на востоке — с  провинцией Бонгара́, на юге — с провинцией Лу́я и на западе — с департаментом Кахама́рка.
Площадь провинции — 3859,93 км² (9,83% площади региона Амасонас).

## Административное деление
Провинция делится на семь районов:
- Ба́гуа-Гранде
- Кахаруро
- Кумба
- Лонья-Гранде
- Хамалька
- Эль-Милагро
- Ямо́н

## Столица
Административным центром провинции является город Ба́гуа-Гранде.